# Ministère de la Jeunesse et de l'Enfance
Le ministère de la Jeunesse et de l'Enfance (en espagnol : Ministerio de Juventud e Infancia) est le département ministériel responsable de la politique en matière de jeunesse et de protection de l'enfance en Espagne.
Il est dirigé, depuis le 21 novembre 2023, par l'écosocialiste Sira Rego.

## Missions

### Fonctions
Le ministère est chargé de proposer et mettre en œuvre la politique gouvernementale en matière de jeunesse et de protection des personnes mineures.

### Organisation
Le ministère de la Jeunesse et de l'Enfance s'organise de la façon suivante, :
- ministre de la Jeunesse et de l'Enfance
  - secrétariat d'État à la Jeunesse et à l'Enfance
    - direction générale des Droits de l'enfance et de l’adolescence
    - Institut de la Jeunesse

  - sous-secrétariat de la Jeunesse et de l'Enfance
    - secrétariat général technique

  - Conférence sectorielle de l'Enfance et de l'adolescence
  - Commission interministérielle pour la Jeunesse
  - Conseil consultatif de l'adoption internationale
  - Conseil national de participation de l'enfance et de l'adolescence
  - Observatoire de l'Enfance
  - Registre central d'information sur la violence faite aux enfants et adolescents.

## Histoire
Le ministère est créé le 21 novembre 2023, lors de la formation du troisième gouvernement de Pedro Sánchez, par scission du ministère des Droits sociaux et de l'Agenda 2030.

## Titulaires
| Nom | Nom       | Dates du mandat | Dates du mandat | Parti | Gouvernement |
| --- | --------- | --------------- | --------------- | ----- | ------------ |
|     | Sira Rego | 21/11/2023      | En fonction     | IU    | Sánchez III  |